# Kilobyte

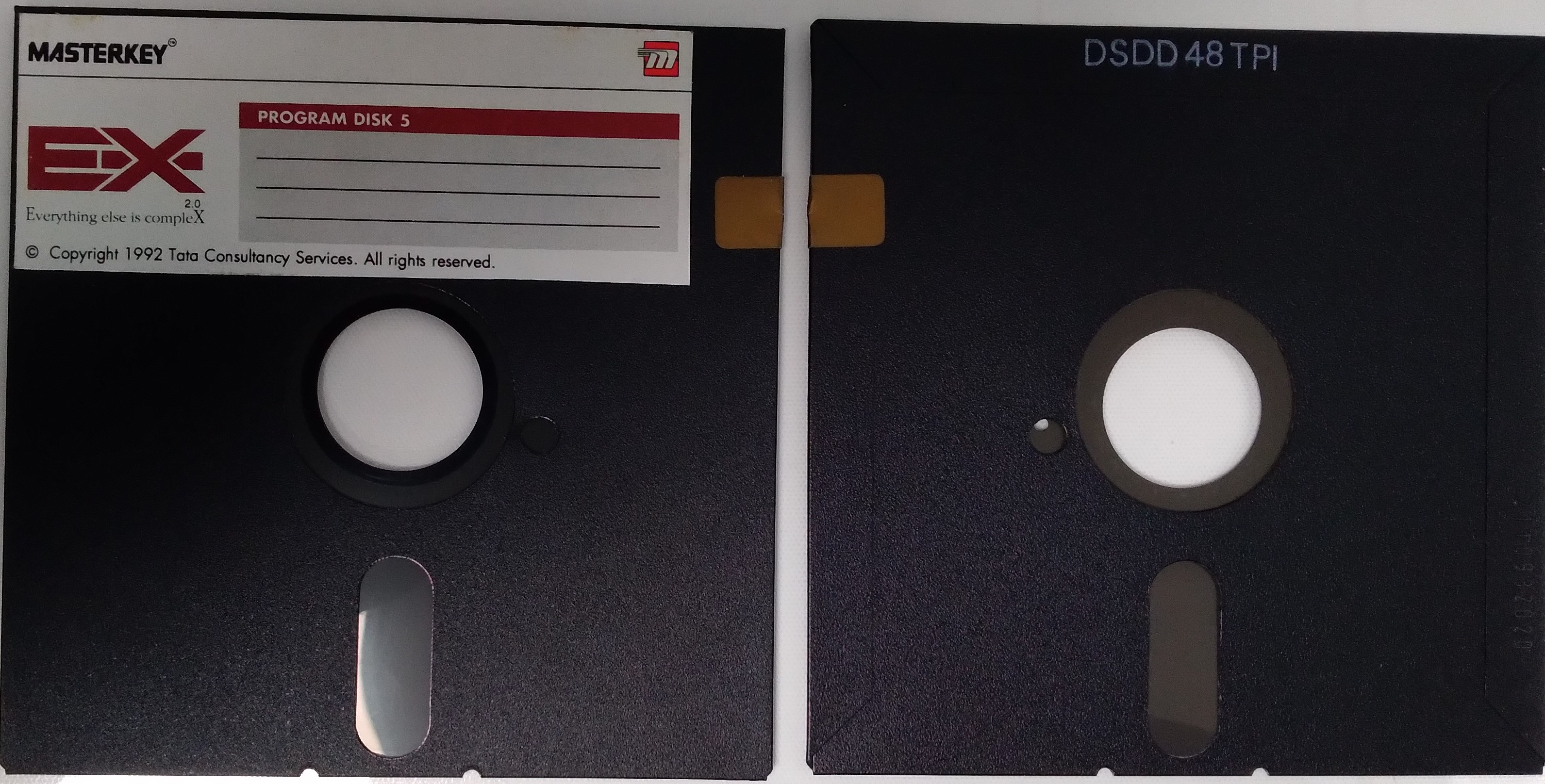
Un disquete de 5¼ pulgadas.

Un kilobyte es una unidad de almacenamiento de información cuyo símbolo es el kB (con la 'k' en minúsculas) y equivale a 103 (mil) bytes. Aunque el prefijo griego kilo- (χίλιοι) significa «mil», el término kilobyte y el símbolo «kB» se han utilizado históricamente para hacer referencia tanto a 1024 (210) bytes como a 1000 (103) bytes, dependiendo del contexto, en los campos de la informática y de la tecnología de la información.
Para solucionar esta confusión, la Comisión Electrotécnica Internacional publicó en 1998 un apéndice al estándar IEC 60027-2 donde se instauraban los prefijos binarios, naciendo la unidad kibibyte para designar 210 bytes y considerándose el uso de la palabra kilobyte no válido a dichos efectos.

## El Sistema Internacional de Unidades y el términobyte
En los inicios de la informática, las unidades se mostraban como múltiplos de 1000, pero en los años 1960 se empezó a confundir 1000 con 1024, puesto que la memoria de los ordenadores trabajan en base binaria y no decimal. El problema radicó al nombrar estas unidades, ya que se adoptaron los nombres de los prefijos del Sistema Internacional de Unidades. Dada la similitud en las cantidades, se utilizaron los prefijos de base mil que se aplican a las unidades del sistema internacional (tales como el metro, el gramo, el voltio o el amperio). 
Sin embargo, etimológicamente es incorrecto utilizar estos prefijos (de base decimal) para nombrar múltiplos en base binaria. Como ocurre en el caso del kilobyte, a pesar de que 1024 se aproxime a 1000. 
Este hecho sembró ciertas confusiones que, actualmente, continúan debatiéndose en la comunidad informática.
Para clarificar la distinción entre los prefijos decimal y binario, la Comisión Electrotécnica Internacional (IEC), un grupo de estandarización, propuso en 1998 otros prefijos, que consistían en uniones abreviadas del Sistema Internacional de Unidades con la palabra binario. 
Así pues, un conjunto de 210 bytes - o lo que es lo mismo, 1024 bytes - debería ser denominado un kibibyte (KiB) contracción de Kilobyte Binario.
Esta convención, expresada en los estándares IEC 60027-2 e IEC 80000-13:2008, ha sido adoptada para el sistema operativo "Snow Leopard" de Apple y por Ubuntu.  Otras, como Microsoft, adoptan la definición que se encuentra en diccionarios como el de Oxford (Ver referencias más adelante), al mantener el uso de kilobyte para 1024 bytes.
En el entorno informático se ha sugerido utilizar el prefijo K mayúscula para distinguir la cantidad binaria de la decimal, pero este tema aún no se ha normalizado, ya que el símbolo "K" en el SI representa la unidad de temperatura, el kelvin. Por otro lado, esta sugerencia no se podría extender a otros prefijos de mayor magnitud dado que, en el caso ejemplo del MB (megabyte), el SI ya utiliza tanto la M mayúscula (mega: millón) como la minúscula (mili: milésima).

## Equivalencia
| Nombre - (Símbolo) | Equivalencia decimal          | Pronunciación en Escala larga |
| ------------------ | ----------------------------- | ----------------------------- |
| kilobyte (kB)      | 1                             | Uno                           |
| megabyte (MB)      | 0,001                         | Milésimo                      |
| gigabyte (GB)      | 0,000 001                     | Millonésimo                   |
| terabyte (TB)      | 0,000 000 001                 | Milmillonésimo                |
| petabyte (PB)      | 0,000 000 000 001             | Billonésimo                   |
| exabyte (EB)       | 0,000 000 000 000 001         | Milbillonésimo                |
| zettabyte (ZB)     | 0,000 000 000 000 000 001     | Trillonésimo                  |
| yottabyte (YB)     | 0,000 000 000 000 000 000 001 | Miltrillonésimo               |